# 北京大学校史
北京大学是中国最早的大学之一，有着超过一百年的悠久历史。北京大学初名京师大学堂，成立于1898年戊戌变法中。变法虽然失败，但京师大学堂得以保留。1900年，义和团兴起，京师大学堂停办。1902年，清廷恢复京师大学堂。1910年，京师大学堂开办分科大学。1912年，民国政府将京师大学堂改名北京大学校。1916年，蔡元培出任北京大学校长，随后在北大推行了一系列改革。蔡元培实施教授治校、民主管理，延揽人才，辞退冗余，实行选科制，创立研究所，设立学报，重视体育，提倡美育，支持社团活动，招收女生。期间，北京大学成为新文化运动的中心、五四运动的策源地、中国研究与传播马克思主义的中心。
1927年至1929年是北京大学校史上动荡的时期。先有奉系军阀主张北京八所高校合并，后有南京政府倡导的大学区制。1930年，蒋梦麟任北京大学校长。他改革了学校的管理制度，整顿教师队伍，北京大学的理科得以快速发展。仿照美国制度，规范北大办学，图书仪器也得到扩充。抗日战争全面爆发后，北京大学西迁长沙，不久再迁至昆明，与清华大学、南开大学合组国立西南联合大学。虽然办学条件艰苦，但培养出了很多优秀人才。期间日本扶植的中華民國臨時政府在北平以国立北京大学的名义办学，后被称为“伪北大”。1946年，北京大学回到北平，复员后的北京大学文、理、法学院得到加强，医、农学院处于中国顶尖水平。
内战爆发，时局动荡，校长胡适与一些教授离平南下，北京大学在1949年2月被解放军接管。学校的管理体制、课程设置等进行了改造。1952年院系调整，北京大学汇集北京大学、清华大学、燕京大学三校的自然科学、人文学科学者，奠定了北京大学文理两科在中国长期领先的地位。文化大革命中，北京大学贴出了全国第一张大字报，校内发生大规模武斗，组织了“梁效”批判组，干部、教师受到迫害，师生下放血吸虫病疫区劳改。文化大革命结束后，北京大学的教学秩序得以恢复。北京大学先后加入“211工程”“985工程”以创建世界一流大学。2000年，北京大学与北京医科大学合并。现今北京大学是一所兼具自然科学、人文学科、社会科学、医学以及新型工科的综合性大学。

## 从京师大学堂到北京大学校（1898—1916年）

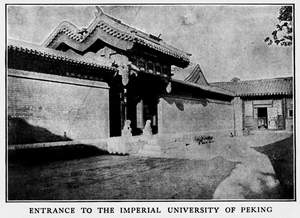
戊戌年京师大学堂的正门

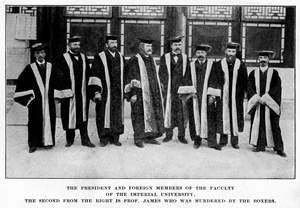
戊戌年京师大学堂西学教习合影

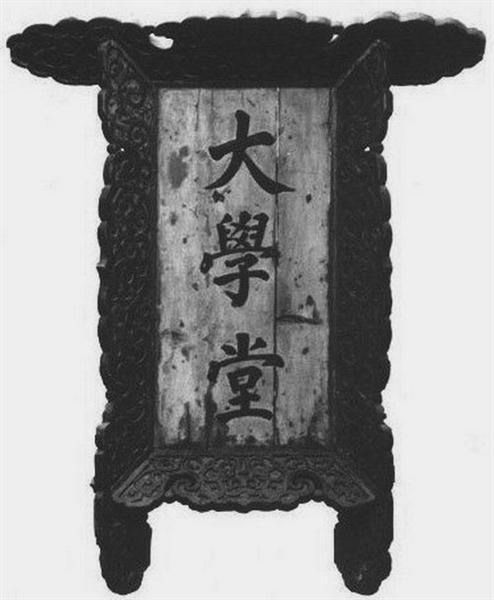
京师大学堂匾

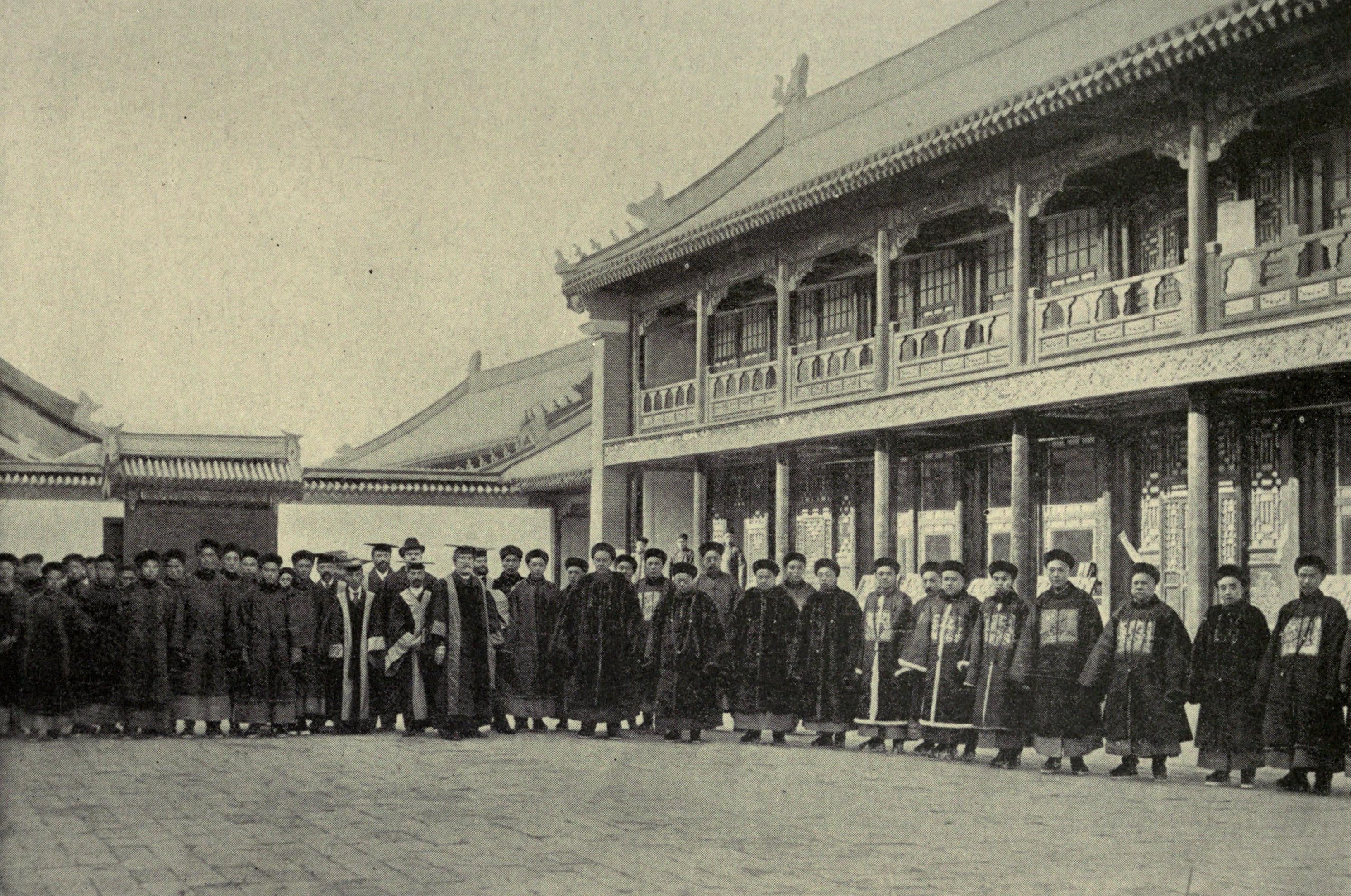
1902年京师大学堂教职员工合影，背景为藏书楼

### 建校至停办 （1898—1900年）
1898年6月11日，清光绪帝颁布《明定国是诏》开始戊戌变法，诏书中提出创办京师大学堂。随后，梁启超草拟了《奏拟京师大学堂章程》，并在7月3日得到光绪帝批准。这份章程是中国近代最早的高等教育学制纲要。章程规定，京师大学堂统辖各省学堂。当时的京师大学堂兼为中国最高学府和最高教育行政机关。章程规定，京师大学堂遵循“中学为体，西学为用”的方针，课程分普通学、专门学。吏部尚书孙家鼐任管理大学堂事务大臣，許景澄任中学总教习，美国传教士丁韪良任西学总教习。9月21日，慈禧太后與守舊派發動戊戌政變，百日维新失败。但是，京师大学堂得以保留。京师大学堂校址设在景山东街和嘉公主府（今北京市沙滩后街，明代时为內廷二十四衙門御馬監下設的马神庙，清乾隆时在原址上修建公主府）。大学堂这一时期的办学情况说法不一，有学者认为此阶段的京师大学堂只是一所旧式的书院，以经史教育为主。但也有学者查找当时的媒体报道，认为京师大学堂注重西学，并非以经史教育为主，是中国第一所新式大学。1898年京师大学堂设立的藏书楼，是中国近代最早的新型图书馆之一。1900年，义和团运动爆发，京师大学堂遭到破坏。1900年8月3日，清廷下令停办京师大学堂。八国联军进入北京后，京师大学堂再次受到毁损。

### 重开 （1900—1912年）
1902年1月10日，清政府委任吏部尚书张百熙为管学大臣，“责成经理”京师大学堂，京师大学堂得以恢复。吴汝纶和辜鸿铭任正副总教习，嚴復和林纾分任大学堂译书局总办、副总办。洋务运动期间于1862年创办的京师同文馆也并入大学堂。12月17日，京师大学堂举办开学典礼。京师大学堂恢复之后，首先开办的是速成科（分为仕学馆、师范馆）与预备科。1904年，京师大学堂派47名学生出国留学，开中国高校派遣留学生之先河。京师大学堂是中国近代第一所国立综合性大学。1910年，京师大学堂分科大学开办，设经科、法政科、文科、格致科、农科、工科、商科，共十三学门。

### 民国初年的北京大学校 （1912—1916年）
辛亥革命、清朝灭亡后，中华民国政府于1912年5月3日批准京师大学堂改名为北京大学校，严复成为北京大学首任校长。严复接手时，学校急缺资金，办学困难。严复多方筹款，使北京大学暂时渡过难关。同年7月教育部下发命令，以“成绩未著”、“各方不满”为由结束北京大学。严复作《论北京大学校不可停办说帖》，并吁请各方支持北大办学。最终，政府收回了命令。这年的7月29日，英国教育会议宣布承认北京大学及附设译书馆为大学。10月，由于派系斗争等因素，严复辞去校长职务。1914年，胡仁源任北京大学校长。此时已有黄侃、辜鸿铭、钱玄同、马叙伦、陶孟和、冯祖荀、何育杰、俞同奎等名家在北京大学任教。
清末民初的北京大学仍有不少衙门气，很多教师原为清朝或北洋政府的官僚，学问不多；部分教学内容陈旧；学生大多无心学术研究，务在做官发财，多读法科；有的学生带着听差上课；一些师生出入八大胡同等地的妓院。

### 北京大学与太学
胡适、冯友兰、任继愈、季羡林等学者认为，北京大学传承了太学的传统
，故有“上承太学正统，下立大学祖庭”之说。但是，陈平原等学者表示反对，认为北京大学并非传承了太学的传统。

## 蔡元培时代的北京大学（1916—1927年）

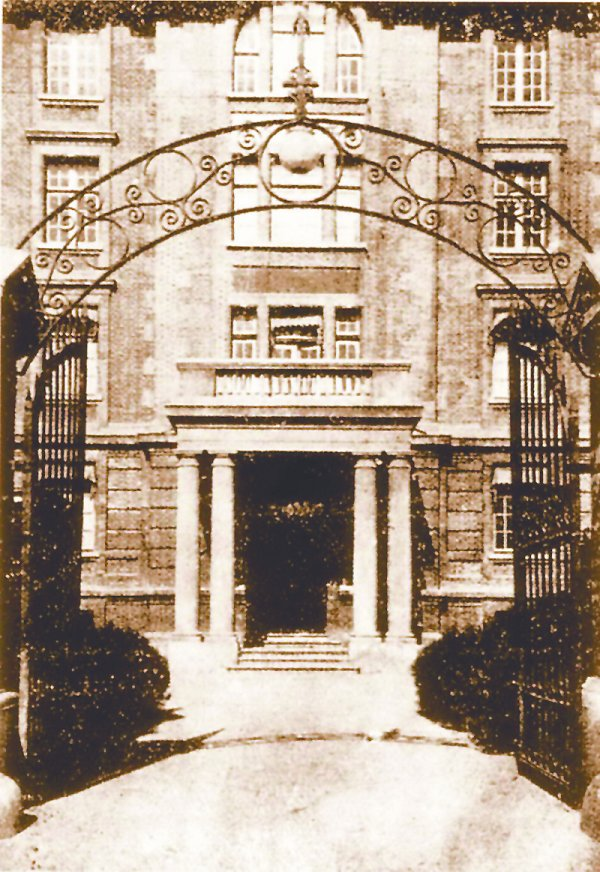
1919年竣工的北大红楼

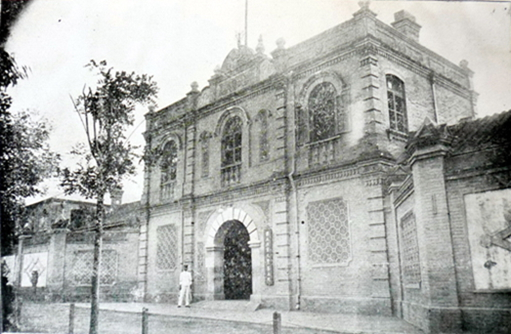
位于北河沿的北京大学第三院大门

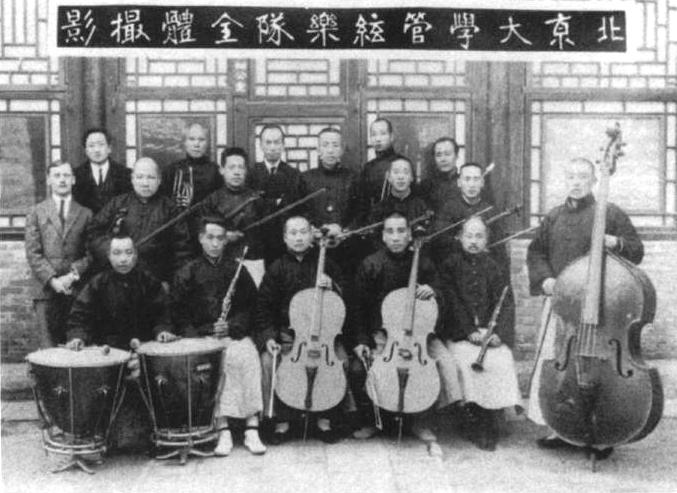
北京大学音乐传习所管弦乐队合影

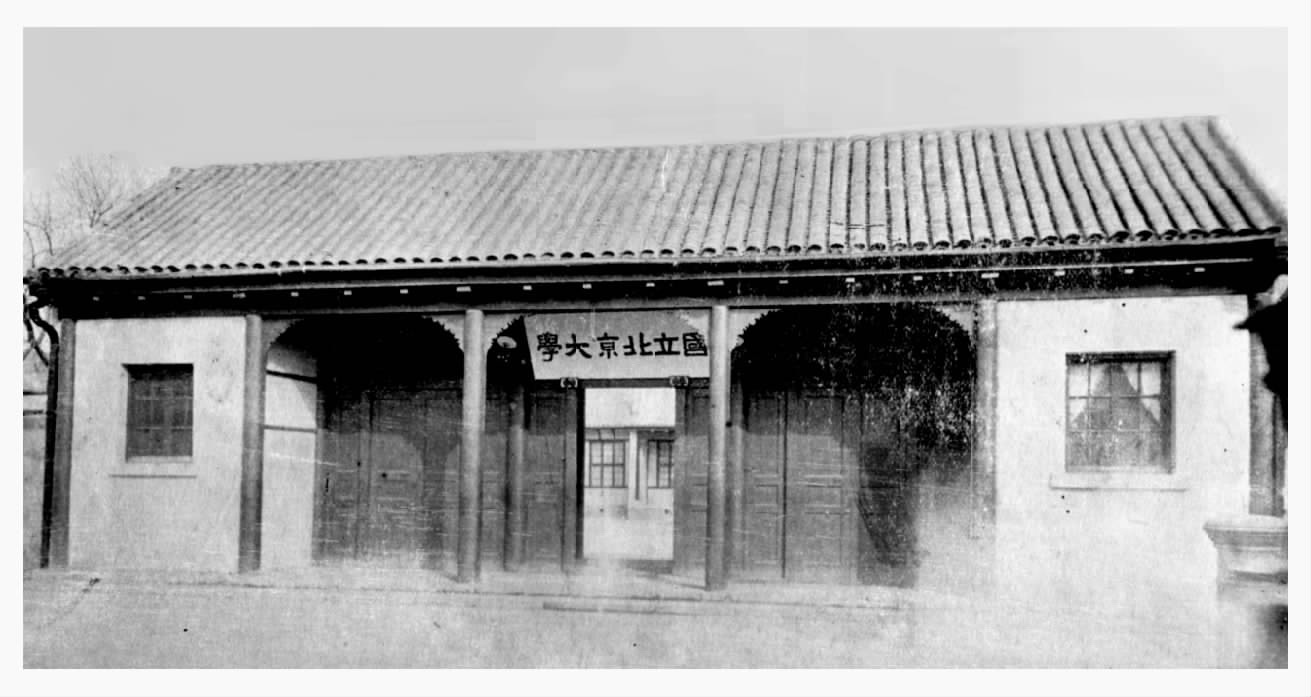
位于景山东街（今沙滩后街）的北京大学校门，摄于1917年。红楼建成后，校部迁至沙滩红楼，此处成为北京大学第二院（马神庙公主府校区）。这座大门在文化大革命中被拆除

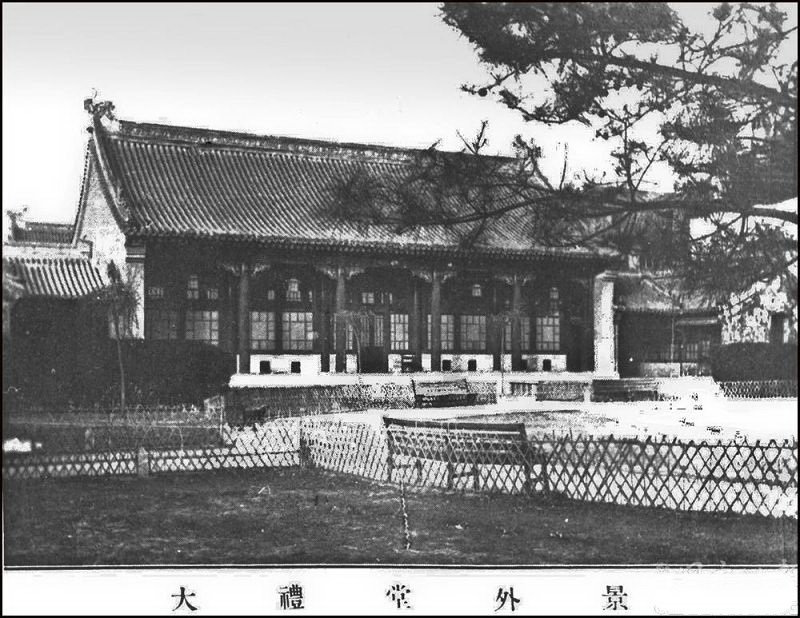
北京大学第二院大礼堂

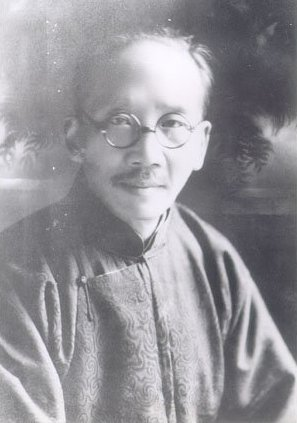
蔡元培，1916年至1927年任北京大学校长

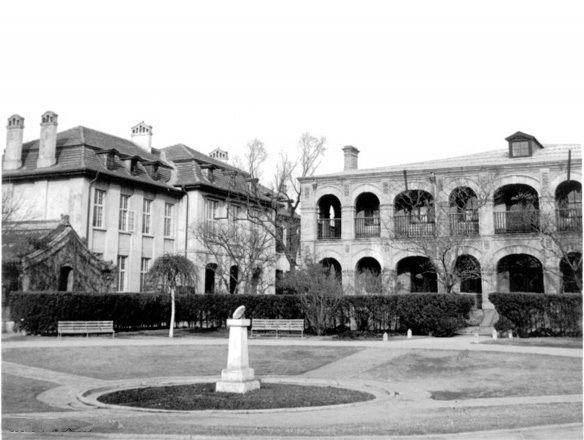
北京大学第二院内景

1916年12月26日，蔡元培出任北京大学校长。1916年至1927年，蔡元培担任北大校长的这十年，被视为北京大学校史上的一段辉煌期，“奠定了北大的传统和精神”。1917年1月9日，北京大学开学，蔡元培在开学典礼上发表演说，对学生提出三点要求：“抱定宗旨”、“砥砺德行”、“敬爱师友”。蔡元培主张“大学者，研究高深学问者也”，“循思想自由原则、取兼容并包之义”，对北京大学进行了一系列的改革。他辞退了一批不称职的中国、外国教师。他聘请陈独秀、夏元瑮分别出任文科、理科学长，聘请胡适、李大钊、鲁迅、刘半农、梁漱溟、李四光、王星拱、颜任光、钟观光、任鸿隽、李书华、丁西林、马寅初、陶孟和、陈启修、王世杰等到校任教。此期间在北京大学任教的著名学者还有黄节、吴梅、刘文典、陈垣、马裕藻、沈兼士、朱希祖、马衡、康心孚等。对有学术造诣、政治上守旧的辜鸿铭、刘师培、黄侃等人，蔡元培也用其所长。
蔡元培仿效德国大学的管理制度，在北京大学推行教授治校、民主管理的制度。他设立了评议会，将其作为学校最高权力机关和立法机关，评议员由教授选出。后来，又在各学门（系）设立教授会。教授会管理学门（系）内事务，有较大的自主权。教授会主任由教授互选。教授、讲师，中国教员和国外教员都是教授会的会员。随后又设立北京大学行政会议、教务会议、总务处。至1920年9月，北京大学教授治校的管理体制已经基本成熟。蔡元培倡导教育独立，认为官僚政客不应干涉教育，“我绝对不能再作那政府任命的校长”、“我绝对不能再做不自由的大学校长”，为此几次辞去北京大学校长职务。
蔡元培力图将北京大学办成以文、理两科为重点的综合性大学，将商科并入法科，把工科并入北洋大学。1919年，蔡元培撤销文、理、法科，学门不再隶属于科，并改学门为学系，设14个学系。蔡元培废除年级制，实施选科制，以发展学生个性，沟通文理。1917年，蔡元培在北京大学设立文、理、法三科研究所，培养研究生。这是中国高校最早的研究所。1918年，他创立《北京大学月报》，为中国最早的大学学报。蔡元培积极开展学术交流，邀请杜威、罗素、班乐卫、普朗克等名家到北大讲学。:61
蔡元培在北大推行旁听生制度，使北大的学术活动对社会开放。北大还创办平民学校，为一般民众提供教育。1920年，北京大学允许3名女生进入文科旁听，并在同年秋天正式开始招收女学生，开中国公立大学男女同校之先。蔡元培重视体育、首倡“美育”，设立音乐研究会（后来改名为音乐传习所）、画法研究会，聘请徐悲鸿、刘半农、陈石曾、萧友梅任教。他还支持学生社团活动，鼓励学术争鸣。:371918年1月，蔡元培为整饬校风，设立了进德会。

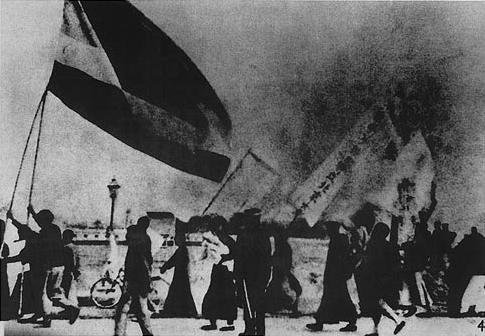
五四运动中，国立北京大学的游行队伍

1917年，陈独秀被聘为北京大学教授、文科学长，将他创办的《新青年》迁至北京。胡适、钱玄同、刘半农、李大钊、沈尹默、高一涵等北大文科教授参与《新青年》编辑，倡导民主与科学。胡适发表《文学改良刍议》，陈独秀作《文学革命论》，鲁迅写出《狂人日记》《孔乙己》《药》；陈独秀与李大钊创办《每周评论》，北大学生创办《新潮》《国民》等刊物，宣传新思想、新文化，使北京大学成为新文化运动的中心。:381919年，北洋政府密令中国外交代表团在巴黎和约上签字，将德国在山东的特权转交日本。消息传至北京，5月3日北京大学学生邀请北京12所大专学校代表在北大三院礼堂开会，大会决议将原定5月7日的国耻纪念日游行提前到5月4日。5月4日，北京大专院校三千余名学生聚集天安门游行示威，“五四运动”爆发。北京大学学生傅斯年任游行队伍总指挥。集会宣读了北大学生许德珩起草的《北京学生界宣言》，游行中散发了北大学生罗家伦起草的《北京学界全体宣言》。游行学生火烧赵家楼，痛打章宗祥。随后，上海等城市出现工人罢工、商人罢市、学生罢课，北洋政府被迫罢免曹汝霖、陆宗舆、章宗祥的职务，并拒绝签署巴黎和约，学生运动取得胜利。五四运动后，北京大学教授李大钊率先在中国系统地接受、传播、实践马克思主义，北大成为中国研究与传播马克思主义的中心。1920年8月，陈独秀创建上海共产党小组。1920年10月，李大钊创立北京共产党小组。中共一大前，中国53名中共党员有21名是北大师生、校友。:38-40

## 蒋梦麟时代的北京大学（1927—1937年）

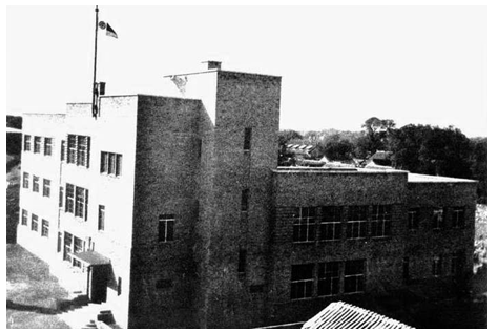
梁思成设计的北京大学地质馆，1935年7月31日建成

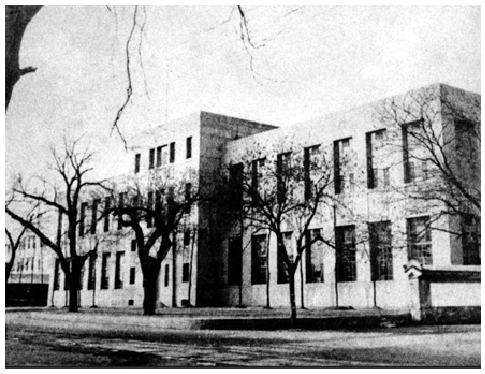
北京大学图书馆新馆，1935年8月落成

1927年至1929年，北京大学遭遇动荡。1927年8月，奉系军阀控制的北京政府宣布将北京大学与北京另外八所国立大学合并为京师大学校。1928年，北伐军占领北京，国民政府将京师大学校改名为国立中华大学后来政府又仿效法国制度，推行大学区制，改国立中华大学为国立北平大学。北大师生反对合并，坚持复校斗争。1929年初，教育部决定妥协，将北京大学改名为国立北平大学北大学院，同年3月11日北京大学在停课9个月后得以复课开学。同年6月，教育部宣布终止大学区制改革，8月6日北京大学恢复原有校名。:88
1930年12月，蒋梦麟成为北京大学校长。此前，他曾三次代理北京大学校长一职。蒋梦麟改革北京大学管理制度，提出十六字方针“教授治学，学生求学，职员治事，校长治校”，改评议会为校务委员会:88。1932年6月，北京大学实行学院制，设文、理、法三个学院，胡适、刘树杞、周炳琳分别出任院长。蒋梦麟整顿教师队伍，推行教授专任制，理学院聘请了江泽涵、程毓淮、奥斯古德、饶毓泰、吴大猷、朱物华、周同庆、曾昭抡、钱思亮、张景钺、李四光、谢家荣、孙云铸、斯行健、葛利普等知名学者，北大理科得以快速发展。蒋梦麟仿照美国制度，规范北大办学，推行学分制，设立研究院，规范研究生入学考试、论文答辩。北大还邀请朗之万、玻尔等教授来校讲学。这一阶段，李四光、丁文江、葛利普、饶毓泰、曾昭抡、孙承谔等人取得了重要的研究成果:89。蒋梦麟多方筹款，帮助学校购买图书仪器、建造设施、设立讲座教授。此期间，北京大学新建了图书馆、地质馆、宿舍灰楼等建筑。1935年时，北京大学有实验室40多个，实验仪器6716件，标本15788种，药品及实习用具3100多件，设备居中国高校前列。
1931年九一八事变后，北大师生积极参加抗日救亡。同年12月，230余学生组成北大南下示威团，前往南京示威，要求政府收复东北、与日本断交。1935年12月9日，北大、燕大、清华等校师生前往新华门示威，反对“华北自治”。12月16日，北大学生与20余所学校学生在北平天桥举行市民大会，发表《告民众书》，会后进行总示威。后来，平津学联设立南下扩大宣传团，北京大学负责第一团，赴河北多地宣传抗日救亡。:90

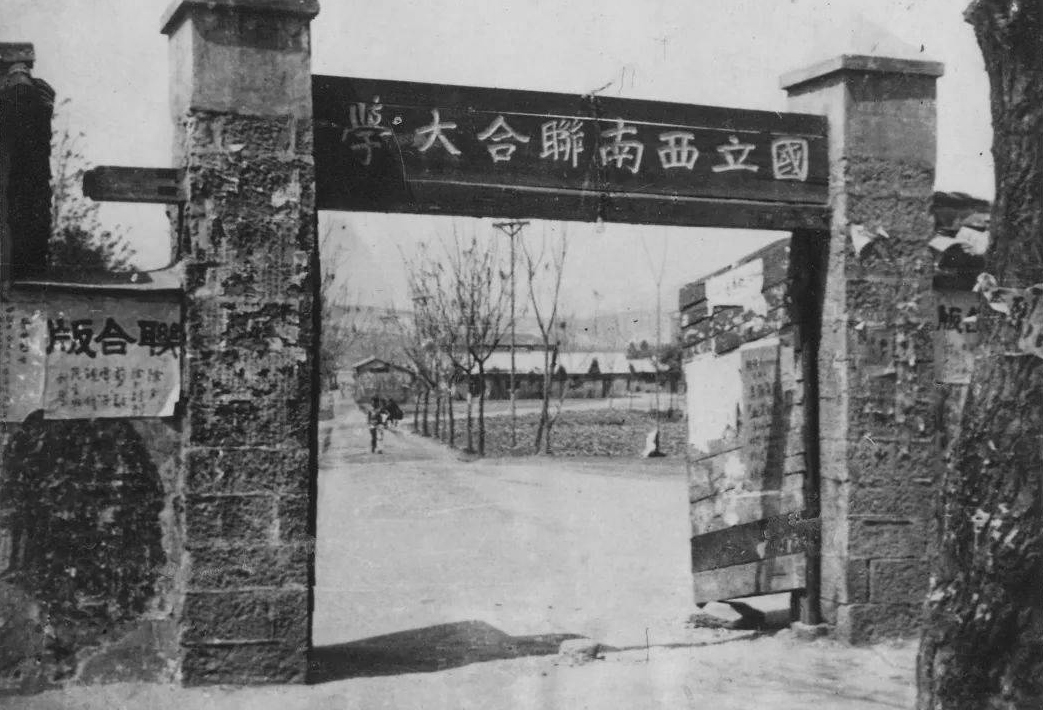
国立西南联合大学校门

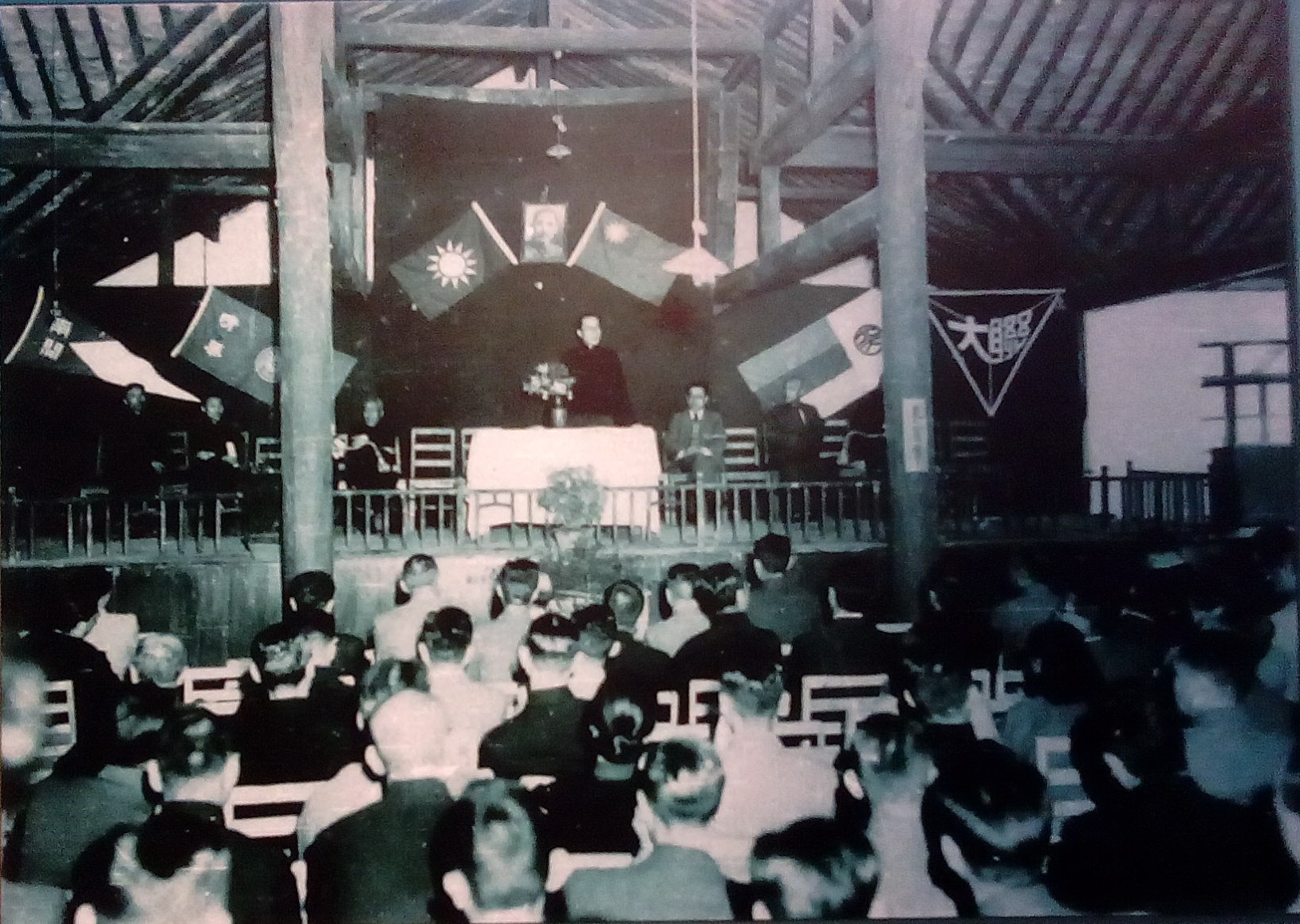
1946年5月4日，西南联合大学举办结业典礼，联大正式宣告结束

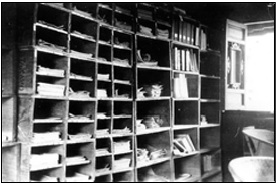
国立西南联合大学办学条件艰苦，图书馆的书架由装汽油桶的木箱制成，一角五分一只

## 抗战中的国立西南联合大学（1937—1946年）
1937年7月7日，卢沟桥事变爆发。7月底，日军先后占领北平、天津。遵国民政府教育部令，国立北京大学、国立清华大学与私立南开大学迁至长沙，组成国立长沙临时大学，11月1日起上课，设17个系，有147名教师，至11月20日有三校1120名学生报到。长沙临时大学组建仓促，缺乏经费、图书、设备，办学条件非常困难。1937年底日军攻破南京，局势进一步恶化，日军空袭长沙更加频繁。1938年1月，国民政府批准临时大学迁址云南昆明。1938年4月2日，学校定名为国立西南联合大学。西南联大的本科学生中，原属北大、清华、南开三校的学生毕业时分别发给三校的文凭，联大成立后入学的学生毕业时则发给联大文凭。1939年5月，三所学校的研究院分别在昆明恢复，学生的学籍分属三所学校，但课程为统一开设:140。北京大学研究院设文科、理科、法科三个研究所，下设十二个学部。西南联合大学办学条件仍然艰苦，校舍紧缺、缺少仪器、资金不足。部分师生不得不兼职以维持生计。尽管条件艰苦，西南联大办学九年间本专科、研究生毕业3,882人，在校生共8,000人左右，培养出了很多优秀人才，其中90人后来成为中国科学院、中国工程院院士（含外籍院士），6人获“两弹一星功勋奖章”（获奖章者共23人），3人获中华人民共和国国家最高科学技术奖，李政道、杨振宁获诺贝尔物理学奖。1945年8月，日本战败。由于交通条件困难、三校原有校舍有待修缮，西南联大继续办学一年。1946年5月4日，西南联合大学举办结业典礼，联大宣告结束。:118
抗战期间，西南联大学生中有1,100余人投笔从戎，走上战场。战后的1945年11月25日，西南联大等校学生自治会在举办了反内战时事晚会，发动学生罢课反内战，遭到国民党军开枪威胁。12月1日，国民党军人和特务袭击西南联大，炸死4人，伤者50余人，史称一二一事件。:118-119
1937年8月日军攻占北平之后，北京大学委派孟森、马裕藻、冯祖荀、周作人四名“留平教授”看管校产，学校每月发给每人50元维持费。除了周作人，另外三名教授都是因为疾病、年老而不能南下昆明，并在日本战败前去世。1938年，周作人与冯祖荀出名具函托时任傀儡政府教育总长汤尔和与日本人谈判，保住了北大二院。但是周作人不久就与日本人合作，在日本人组织的中華民國臨時政府中任要职。
日本扶植的中華民國臨時政府自1938年起谋划“恢复北京大学”。傀儡政府整合北平大学，在1938年5月至9月间先后设立农、医、工、理四个学院，1939年1月14日补办开学典礼，大学的名字仍为“国立北京大学”，通常被称为“伪北大”。后来傀儡政府又增设文、法学院。“留平教授”周作人曾先后担任图书馆馆长、文学院院长。日本战败后，傀儡政府的北京大学停办，学生进入北平临时大学补习班，补习及格后可转入北大等校学习。

## 抗日战争胜利后的國立北京大學（1946—1949年）

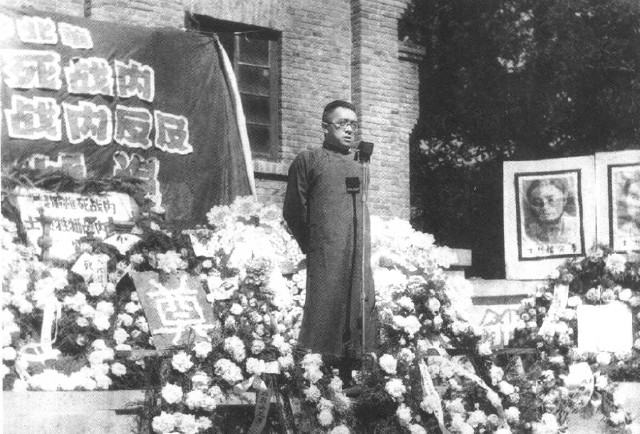
1946年，胡适任北京大学校长。图为胡适在学生集会上演讲

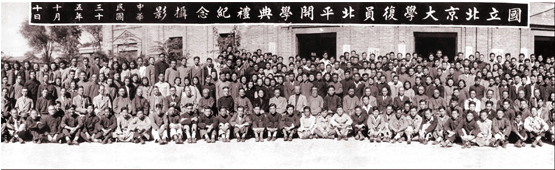
1946年10月10日，国立北京大学在第四院（北京国会旧址）举行复员北平开学典礼

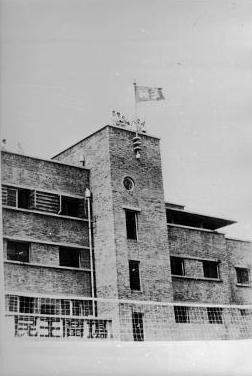
1947年6月1日，北大学生在民主广场北端灰楼顶上升起民主旗（绿底白字，上有“民主”二字）

1945年9月，教育部任命胡適为北京大学校长。當時胡適尚在美國，到任之前由傅斯年代理。傅斯年在重庆时曾发表声明，称“为保持北京大学的纯洁，坚决不录用伪北京大学的教职员，但学生经过甄别和补习，可以接受”。傅斯年赴北平接收北大，坚决辞退在傀儡政府所办北京大学任职的教员。这一阶段，北京大学的校舍得到扩张，还延聘王竹泉、钱思亮、杨钟健、袁翰青、季羡林、马坚、庄圻泰等知名学者任教。1946年10月10日，北京大学在第四院大礼堂举办复员北平开学典礼。复员后，北京大学新设医、工、农三个学院，总共有6个学院、33个学系、2个专修科。后来，学校又设立文科、理科、法科、医学研究所，招收研究生。据1946年12月的统计，北大有注册学生3,420人。复员后，北大文、理、法学院得到加强，医、农学院处于中国顶尖水平。胡适还拟设立原子能研究中心，但是因局势动荡未能实现。:168-1691948年，中央研究院选举首批院士，北大十名教授当选，列中国大学之首。
1946年12月24日晚，北大先修班女生沈崇在东单被两名美国驻军士兵强奸。此事引发了“抗议驻华美军暴行运动”，12月30日北大、清华等校学生在北平举行示威游行，中国多地的学生予以响应，据统计各地参加游行的学生计50万人。国共内战中，国统区通货膨胀严重，1947年5月北京大学学生首先喊出“反饥饿反内战”口号，同月20日“华北学生北平区反饥饿反内战大游行”爆发，游行队伍返回北大后将红楼北侧的操场命名为“民主广场”。:169-170
1948年11月，北平被解放军包围。国民政府原本计划让北京大学南迁，但北大教授会决议不南迁。国民党拟定“抢救大陆学人计划”，派出飞机，希望一批重要学者离开北平南下。胡适、钱思亮、毛子水、姚从吾等人受邀南下，但大多数学者留在了北平。胡适离校后，郑天挺、汤用彤、周炳琳三人主持校务。:170

## 中華人民共和國成立至文革前的北京大學（1949—1966年）

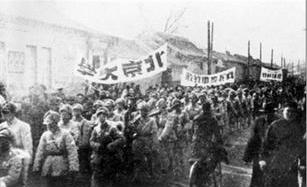
1949年2月3日，北大师生在东交民巷列队欢迎解放军入城

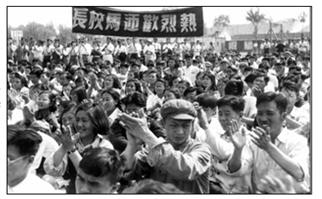
1951年6月1日，马寅初任北京大学校长，学生举标语欢迎

1949年初，解放军进占北平。2月28日，解放军北平军管会下发命令接管北京大学，当天下午在北大民主广场举行了欢迎接管大会。1951年2月，中共北大党委成立。1956年6月，北大的领导体制改为“党委领导下的分工负责制”。1962年，领导体制再改为“党委领导下的以校长为首的校务委员会负责制”。国民党时代的一些课程停开，添设“新民主主义论”“辩证唯物论和历史唯物论”等新课。至1950年3月，停开的课程共77门，新设课程100门，学校的培养目标、教学工作进行了全面的改造。:198-199
中华人民共和国建国之初，仿效苏联对高等院校进行院系调整。1949年，北京大学农学院参与合并组建北京农学院（今中国农业大学）。1950年，北大医学院独立为北京医学院（后来改名北京医科大学，2000年与北京大学合并）。1950年，北京中法大学撤销，其文学院文史系、法国文学系师生全部并入北大，理学院数理系、化学系部分并入北大。1952年，北大工学院建制撤销，机、电、土、建四系并入清华大学，化工系合并到天津大学；北大教育学系并入北京师范大学；东方语言学系各少数民族语文专业并入中央民族学院，经济学系一部分并入中央财经学院。清华大学、燕京大学文、理院系并入北京大学；北大法学院法律学系、政治学系参与合并组建北京政法学院（今中国政法大学）。北大由校、院、系三级体制改为校、系二级体制，设12个系。燕京大学撤销，北京大学将校址迁入北京西郊燕京大学校址。院系调整后，北京大学从一所拥有文、理、法、医、工、农的大学变成一所以自然科学、人文社会科学基础教学和研究为主的综合性大学。院系调整后，原来北大、清华、燕大三校的自然科学、人文学科学者云集北大，奠定了北京大学文理两科在中国长期领先的地位。1955年中国科学院首批223名学部委员中，北大在任教师有28人，居中国高校之首。院系调整后，北大在1954年重建法律系，1956年重建图书馆学系，1960年重建政治学系。1958年，北大创建中国首个原子能学系，同年北大新闻系并入人民大学新闻学院此外，北大在中国最早培养半导体专业人才，并在中国计算机研究起步阶段就办了计算机学习班。据1966年的统计，北大时有在校生近九千人。这期间北大培养的毕业生有百余人后来成为中国科学院、工程院院士。这段时间，北大也取得了一系列科研成果，如人工合成结晶牛胰岛素等。:198-201
由于政治活动频繁，人文社科研究受到干扰。校长马寅初的《新人口论》被视为此阶段北大最突出的人文社科研究成果，但文章发表后就遭到了批判。1957年反右运动中，北大七百余名师生被错划为右派。1961年，中共提出“调整、巩固、充实、提高”方针，开始纠正各种失误，同年整顿高校工作，提高了北京大学的教学质量。1964年，中共中央宣传部将北大作为开展社会主义教育运动的试点，向北大派出工作队。运动中，不少北大党员被错误批判。1965年3月，邓小平主持中共中央书记处会议，纠正了工作队的错误做法。:200-201

## 文化大革命中的北京大學（1966—1976年）
1966年5月16日，中共中央下发“五一六通知”，文化大革命拉开帷幕。1966年5月25日，北大哲學系黨總支書記聂元梓等七人贴出大字報《宋碩、陸平、彭珮雲在文化革命中究竟幹些什麼？》，攻击北京市委大学部副部长宋硕、北大校长兼党委书记陆平、北大党委副书记彭珮云，指责三人“破坏文化大革命”，走“反对党中央、反对毛泽东思想的修正主义路线”。聂元梓的大字报得到毛泽东的肯定，6月1日中央人民广播电台全文播发了大字报。6月，改组后的北京市委宣布撤销陆平、彭珮云的职务，设工作组代行北大党委职权。7月，北京市委撤销北大工作组，江青点名要求聂元梓筹建北京大学文化革命委员会（简称“校文革”）。9月，校文革正式成立，聂元梓执掌大权。聶元梓被稱為北京造反派的五大領袖之一。校文革成立之后，北大还成立了不少造反派组织，如“红联军”“井冈山”等，后来形成了保聂、反聂的两个派别，两派的对立越发严重，最终酿成大规模武斗，校内秩序混乱，校产受到毁坏。1968年9月18日，首都工人解放军毛泽东思想宣传队（“工军宣队”）派492人进驻北大，中止了武斗。:2661973年10月，在迟群、谢静宜的筹划下，“北京大学、清华大学大批判组”成立，批判组有“梁效”“柏青”“高路”等共十几个笔名，发表181篇文章，帮助江青等人进行“批林批孔”“批邓反击右倾翻案风”的宣传。:274
文化大革命期间，北大被称为“反党反社会主义的顽固堡垒”。北京大学的很多干部、教师被打成“黑帮分子”“走资派”“反动学术权威”，遭受残酷迫害。据统计，文化大革命期间北京大学有冤假错案1,000多宗，400余户被抄家，知名学者饶毓泰、翦伯赞、俞大絪在内的60余人非正常死亡。1968年5月16日，校文革设立“监改大院”（也称“黑帮大院”，俗称“牛棚”），关押干部、教师218人，对其进行迫害。:266-2671969年，七千余名北大师生被下放鲤鱼洲农场进行劳动改造。鲤鱼洲位于江西南昌，是血吸虫疫区。:274
文化大革命开始后，北京大学连续四年停止招生。1970年，文革之前的在校生已经全数毕业。同年中共中央发文，废除高等学校招生考试制度，通过“群众推荐、领导批准、学校复审”，主要从工人、农民、解放军中招收“工农兵学员”。1970年至1976年，北京大学共招入7届工农兵学员，总人数超过12,700人。招收的工农兵学员入学时的文化水平相差极大，教学困难重重。:267
文革之初，北京大学的各项研究大多中断。1970年后，一些应用性的研究得到恢复。1972年7月14日，周恩来曾指示周培源恢复北京大学理科的基础研究。但是，张春桥、姚文元等随即指使上海《文汇报》发文攻击，基础研究恢复工作受到干扰。这期间北京大学取得的几项研究成果（如猪胰岛素晶体结构测定等）后来获得了1978年全国科学大会奖。1975年，北京大学图书馆新馆建成启用，是中国当时面积最大、设备最好、藏书最丰富的高校图书馆。:268

## 1976年后的北京大學

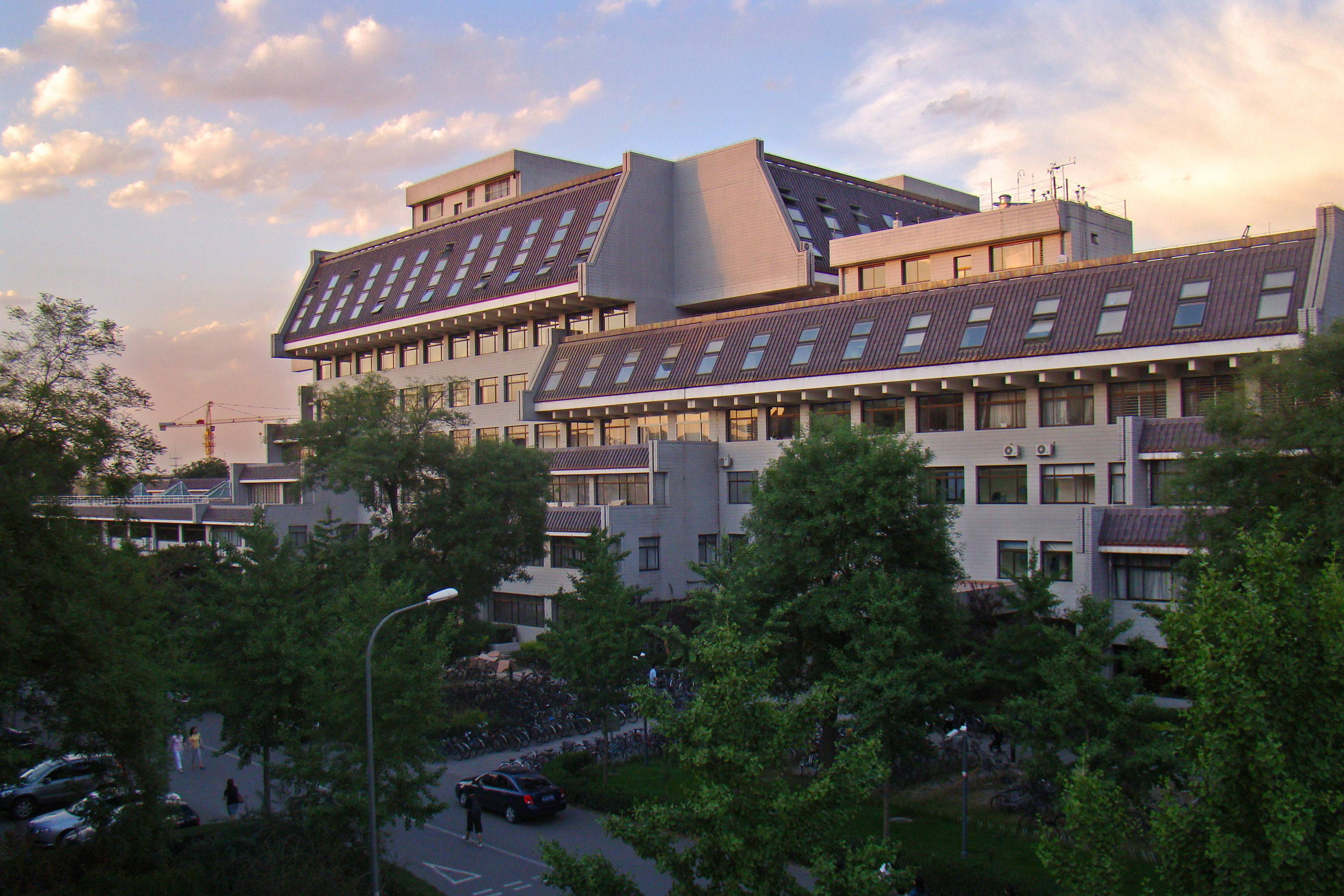
北京大学理科楼群

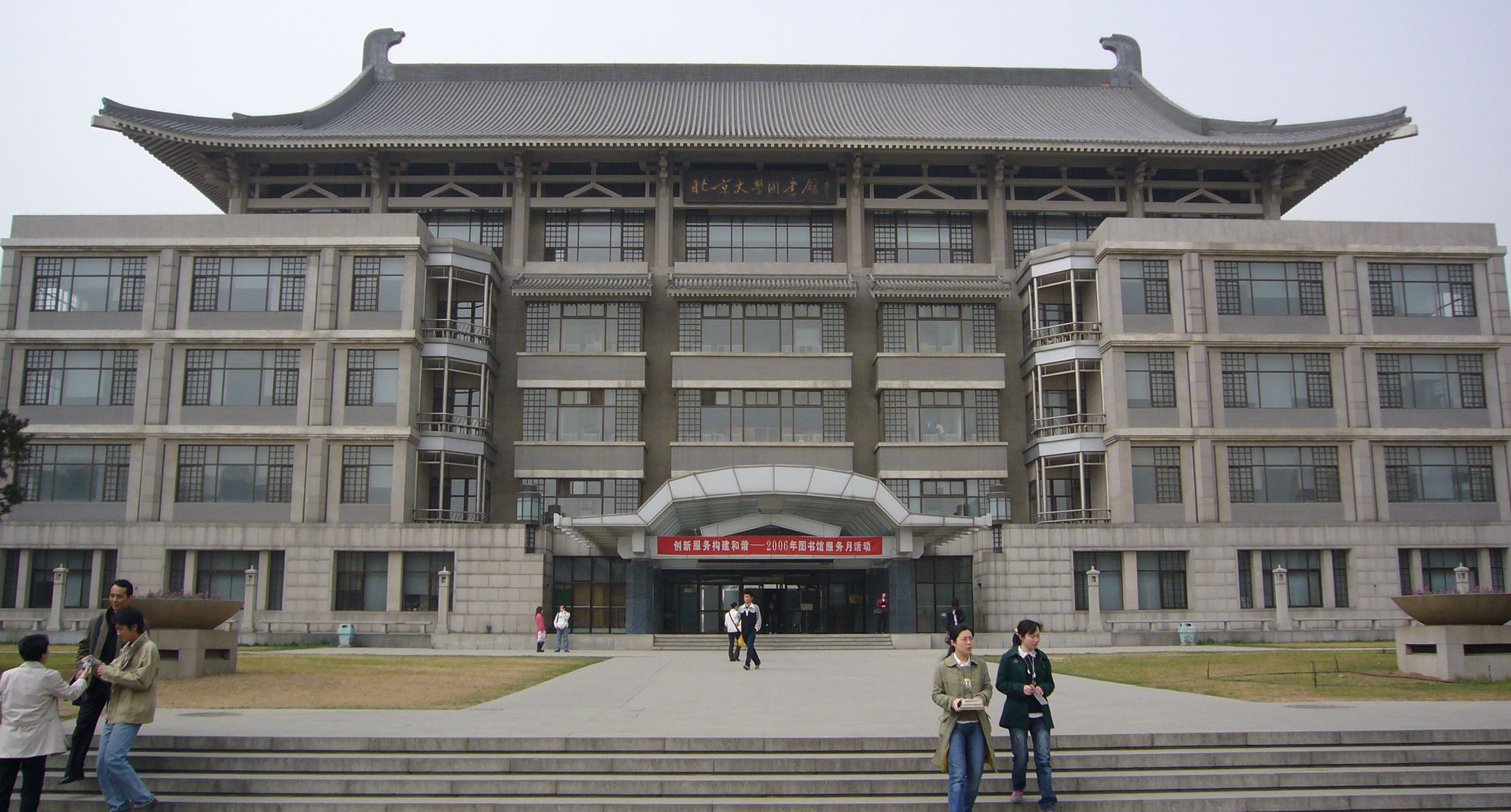
北京大学图书馆新馆

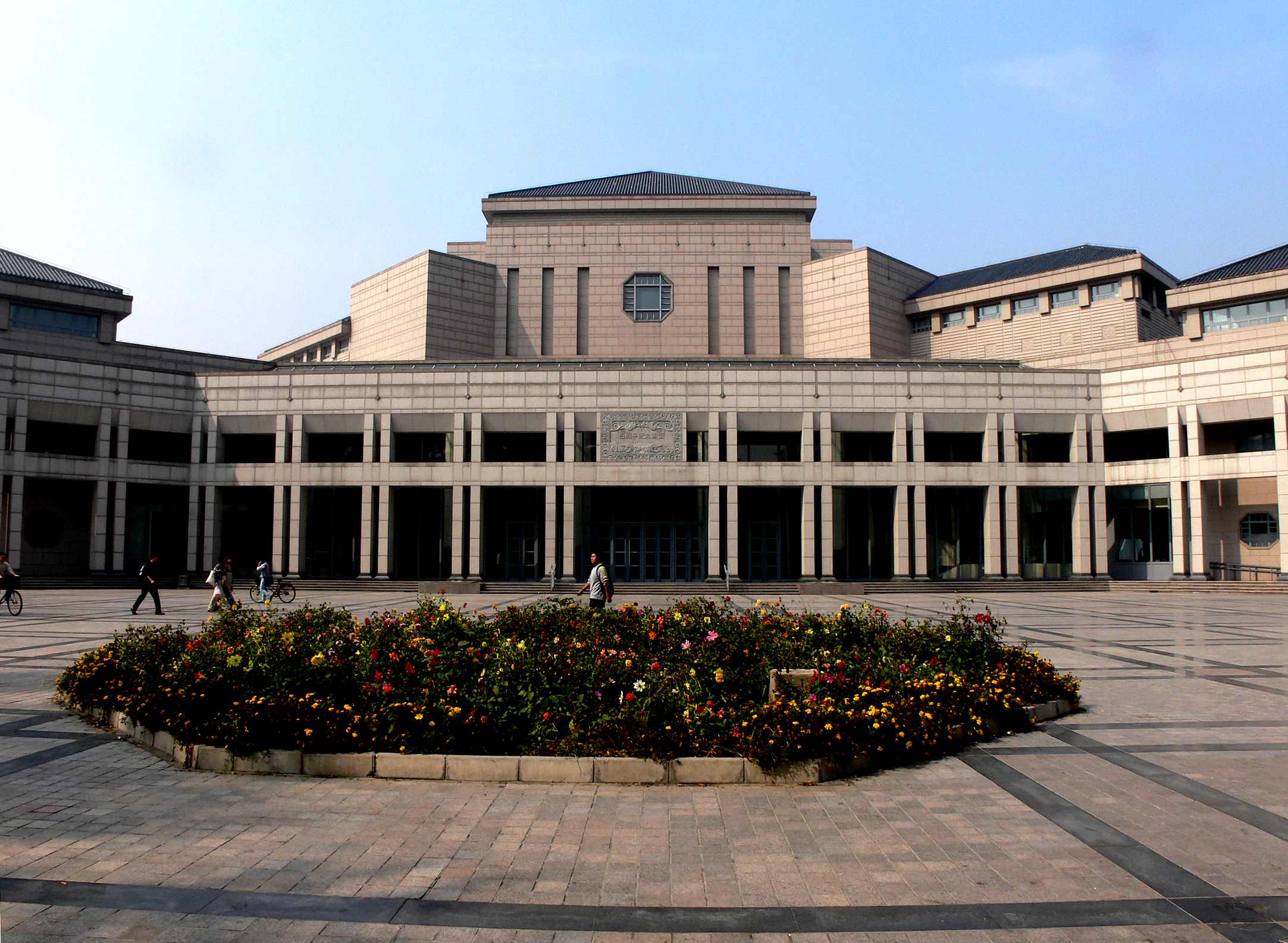
北京大学百周年纪念讲堂

1976年，文化大革命宣告结束。1957年反右、1959年反右、文化大革命间的错案得到平反。因《新人口论》被批判的马寅初也得以平反，成为首位北京大学荣誉校长。1978年春，恢复高考后录取的首批学生入读北京大学。北京大学重建“党委领导下的校长负责制”管理制度，并恢复重建校系学术委员会、学位评定委员会等机构。北大恢复了社会学、心理学、政治学等学科。北大逐步实行了校、院、系三级管理体制改革，设立了经济学院等多个学院。设立方正集团、青鸟集团等公司，促进科技成果转化。:282-284
1981年3月20日，北京大学学生庆祝中国男排胜利，喊出口号“团结起来，振兴中华”，口号传向中国全国。1984年10月1日中华人民共和国35周年国庆时，北大游行队伍在天安门前打出横幅“小平你好”。:297-2991989年4月，胡耀邦逝世，北京大学學生與北京其他高校學生自发悼念胡耀邦。悼念活动后来发展成为游行請願活動。4月26日，中国共产党官方媒体《人民日报》发表“四·二六社论”，將該次運動定性為“動亂”，认为这次运动根本上是否定中国共产党、否定社会主义制度。5月13日，广场上的学生發起絕食活動，直到6月3日夜晚人民解放軍進行清場。这就是“六四事件”。1989年秋，根据中共中央、国务院、中央军委的决定，北京大学开始对新生实行一年制军政训练，此制一直延续至1992年。

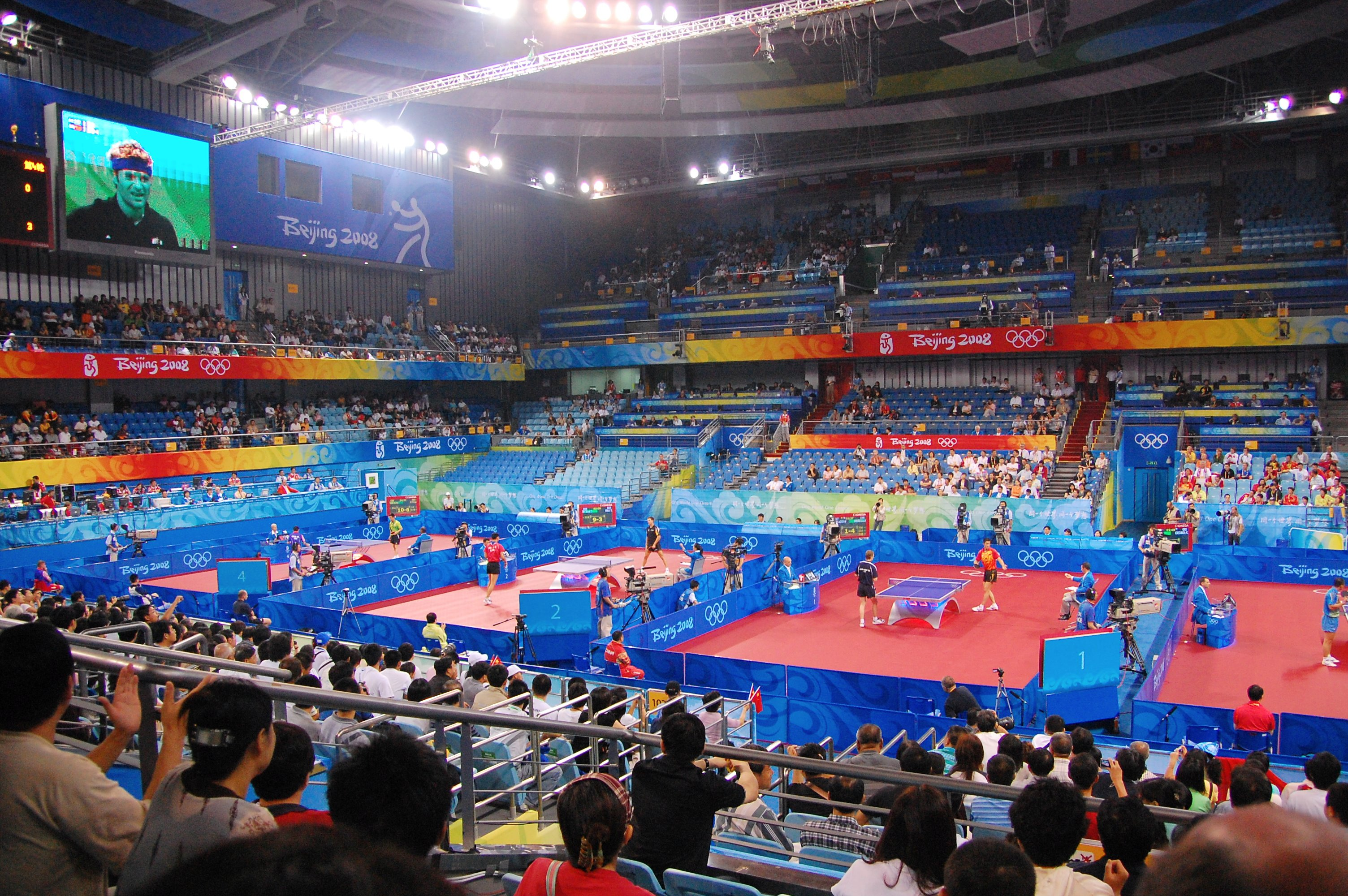
北京大学体育馆（邱德拔体育馆），2008年北京奥运会乒乓球馆

1986年起，北京大学多次提出“创建世界一流大学”的目标。1996年10月、1998年5月，中国政府先后启动“211工程”“985工程”，资助北京大学创建世界一流大学。:2851999年1月，中共北大第十次党代会宣布全面启动北大创建世界一流大学计划，目标用15年或更长时间让北京大学成为国际公认的世界一流大学。:3012012年中共北大第十二次党代会通过报告，计划大体在北大建校120年前后，基本建成世界一流大学；此后再用15年或更多时间，将北大建成更高水准的世界一流大学；在2048年前后，力争让北京大学走在世界一流大学前列。2000年4月3日，北京大学与北京医科大学合并组建新的北京大学，原北京医科大学成为北京大学医学部。后来，北京大学又成立了工学院、艺术学院等学院。为发展交叉学科，北京大学成立了信息科学中心、计算机语言学研究所等单位。北京大学成为兼具自然科学、人文学科、社会科学、医学以及新型工科的综合性大学。为创建世界一流大学，北京大学推进教学改革。2001年，北大启动“元培计划”:364，首先在元培实验班中试行学分制、导师制、弹性学制，实验班学生入学只分文理科而不分专业。后来，北大将本科生自由选课学分制推向全校，建设了有三百多门课程的通选课体系，对低年级本科生实施通识教育，对高年级本科生实施宽口径的专业教育。除少数专业外，新生入学时按院系和学科大类招生。北大还投资新建、扩建了一些基础设施，如建设了理科楼群、图书馆新馆、北京大学体育馆、人文学苑等。:395-400创建世界一流大学的一些措施也引发了争议。2003年的人事制度改革，由于教师反对，校方被迫两次改变改革方案。北大为留学生新建的中关新园住宿环境如同宾馆标间，还附有游泳馆、保龄球馆、KTV，中国学生居住的宿舍条件简陋，被指“厚此薄彼”。2014年新设的燕京学堂在培养宗旨、办学目的、教育公平等方面引起争论。
2018年7月，广东深圳爆发工人运动，北京大学学生岳昕等人表示声援，要求深圳警方立即释放被捕工人，并就相关抓捕行为解释和道歉，并支持工人自主筹建工会。8月19日，岳昕向习近平致公开信，后遭警方骚扰。10月，曾担任北京市国家安全局党委书记的邱水平被调任北京大学党委书记，随后北大党委成立了两个办公室，分别负责内部”纪律监督“和“管控”，北大的威权主义环境进一步加深。。11月9日，不明身份人员进入北京大学校区将参与工人运动的18届学生张圣业绑架，并殴打现场拍摄的学生。北大校方则称被抓捕人“没有涉及在北大的师生”。